# Tusi mjesta
Tusi mjesta (kineski: 土司遗址, pinyin: Tǔsī YíZhǐ) je naziv za tri područja na planinskom jugozapadu Kine, u kineskim središnjim pokrajinama Hunan, Hubei i Guizhou, koja predstavljaju ostatke nekoliko plemenskih područja čije je šefove imenovala središnja kineska vlast titulom tusi, nasljedni vladari od 13. do ranog 20. stoljeća. Tusi sustav je nastao iz državnim dinastičkim upravljanjem etničkim manjinama još iz 3. stoljeća prije Krista. Njegova je svrha bila da ujedini državne uprave i da omogućujući etničkim manjinama da zadrže svoje običaje i način života. Sustav koji je trajao tisuću godina.
Mjesta Laosicheng, Tangya i Hailongtun tvrđava predstavljaju izuzetno svjedočanstvo ovog oblika vladavine koja potječe iz kineske civilizacije razdoblja dinastija Yuan i Ming. Ova tri Tusi mjesta su zbog toga upisana na UNESCO-ov popis mjesta svjetske baštine u Aziji 2015. godine.

## Popis lokaliteta
| Slika | Ime                                            | Veličina  | Lokacija                                     | Koordinate                                      | Odlike |
| ----- | ---------------------------------------------- | --------- | -------------------------------------------- | ----------------------------------------------- | ------ |
|       | Laosicheng Tusi područje (kineski: 老司城遗址) | 534,24 ha | Županija Yongshun (Hunan)                    | 28°59′55″S 109°58′01″E / 28.99861°S 109.96694°E |        |
|       | Tangya Tusi (唐崖土司城址)                     | 86,62 ha  | Županija Xianfeng (Hubei)                    | 29°41′26″S 109°00′19″E / 29.69056°S 109.00528°E |        |
|       | Utvrda Hailongtun (海龙屯)                     | 160,42 ha | Autonomni distrikt Huichuan, Zunyi (Guizhou) | 27°48′42″N 106°49′01″E / 27.81167°N 106.81694°E |        |

## Poveznice
- Tuloui Fujiana